# پاین بند، مینه‌سوتا
پاین بند (به انگلیسی: Pine Bend) یک منطقهٔ مسکونی در ایالات متحده آمریکا است که در Mahnomen County واقع شده‌است. پاین بند ۲۸ نفر جمعیت دارد و ۴۴۰٫۱۴ متر بالاتر از سطح دریا واقع شده‌است.